# Magic Affair
Magic Affair é uma banda alemã de eurodance formada na cidade de Frankfurt em 1993, pelo produtor musical Mike Staab em conjunto com a cantora Franca Morgano e o rapper americano Burnell Keith Herring. A banda é mais conhecida pelos seus singles de sucesso "Omen III", "Give Me All Your Love" e "In the Middle of the Night". Até o momento, o projeto já vendeu 2,5 milhões de cópias na Alemanha e mais de 8 milhões em todo o mundo.

## História

### 1993 - 1994: Formação e Omen (The Story Continues ...)
Magic Affair foi criado pelo produtor Mike Staab como um spin-off do grupo Mysterious Art, uma banda da qual o próprio Staab era membro e produtor. A cantora alemã Franca Morgano e o rapper americano Burnell Keith Herring foram chamados para serem os principais vocalistas. O primeiro single da banda "Omen III" foi lançado pela primeira vez em 1993 sob o nome abreviado do grupo M.A., e o mesmo alcançou sucesso na Europa e no mundo, chegando imediatamente no primeiro lugar na Alemanha. Este single foi acompanhado por um álbum chamado "Omen (The Story Continues ...)" e mais três singles: "Give Me All Your Love", "In the Middle of the Night" e "Fire", que alcançaram a posição 6, 16 e 20 na parada alemã, respectivamente. No final de 1994, Herring foi brevemente substituído por Alfonso Daniel Morgan devido a alguns problemas internos entre Morgano e Herring. No entanto, Herring voltou ao grupo em breve, e nada foi gravado com Morgan.

### 1995 - 1997: Saída de Franca e Phenomenia
Em fevereiro de 1995, Morgano e Herring foram demitidos e substituídos por duas cantoras, Anita Davis e Jannet De Lara (Jannet Schüttler). Junto com a nova formação e uma nova direção musical para um som mais pop, incluindo versos femininos e excluindo raps masculinos, Magic Affair posteriormente lançou seu primeiro single "The Rhythm Makes You Wanna Dance" em 1995 de seu segundo álbum de estúdio. "The Rhythm Makes You Wanna Dance" foi seguido em 1996 pelo segundo álbum de estúdio "Phenomenia" e pelos dois singles "Energy of Light", co-escrita por Daisy Dee, e "World of Freedom", que se tornaram hits moderados e atingiram a posição de número 37 e 15 na Suíça e Finlândia, respectivamente.
Em setembro de 1996, Schüttler foi demitida e substituída pelo rapper Ras-Ma-Taz (Richard Smith). Com a terceira formação, o grupo também apareceu na coletânea em tributo ao Queen, Queen Dance Traxx, com a música "Bohemian Rhapsody", que também teve lançamento em single. O álbum tributo também contou com outra música do Queen, "We Are The Champions", que alcançou a posição de número 54 na Suécia. Após este lançamento, Davis e Smith deixaram a banda. Em 1997, Herring lançou sua carreira solo.

### 1998 - 1999: lançamentos de singles e encerramento
Em 1998 e 1999, os singles promocionais "Sacrifice", uma faixa instrumental de trance sem nenhum vocalista, e "Miracles" foram lançados, ambos sem nenhum sucesso nas paradas. Após esses lançamentos, o Magic Affair foi encerrado. Enquanto isso, Davis lançou sua carreira solo, lançou alguns singles solo e formou seu girlgroup "The Clarkettes", ao lado das cantoras Brenda Hale e Brooke Russell.

### 2004 - 2012: Retorno de Herring e Franca e novos lançamentos
Após uma longa ausência, Magic Affair voltou brevemente em 2004 com o lançamento do single "Fly Away (La Serenissima)" junto com um videoclipe. Este single também marca o retorno da vocalista original Franca Morgano. "Fly Away (La Serenissima)" alcançou a posição 13 na lista de reprodução de DJs alemães e alcançou a posição 70 no Swiss Single Chart. 
Em 2008, uma série de álbuns de remixes intitulada de "Remixcollection I - 1993-1994", "Remixcollection II - 1995-1996", "Remixcollection III - 1996-1998" foi lançada digitalmente, contendo a maioria dos remixes dos períodos mencionados dessas datas. Também em 2008, o single "Stigmata (Of Love)", originalmente uma música inédita gravada em 2003, foi lançado. "Stigmata (Of Love)" marca o retorno do rapper original Herring. Junto com o single, um single promocional do primeiro hit do Magic Affair, "Omen III", foi lançado em 2008 com novas mixagens de The Nightshifterz, Pussylickerz, Dirty Boyz e Blackzone. Junto a esses lançamentos do Magic Affair, Franca Morgano lançou seu primeiro álbum solo intitulado de "Bleeding Love Songs (Italian American Songbook)". Em 2010, Morgano lançou seu segundo álbum de estúdio "You Want It" e a coletânea "Remember Me". Em 2012, Morgano lançou seu primeiro álbum de férias "Christmas Part I".

### 2013 - atualmente: Segunda saída de Herring e terceiro álbum
Em 2013, Herring deixou novamente o Magic Affair e foi substituído pelo rapper alemão Nitro, anteriormente um membro do ato de hip hop Brothers Keepers. Enquanto isso, Franca lançou seu terceiro, quarto no geral e primeiro álbum de estúdio em alemão "...Nach dem sturm". Em 2014, Franca e Nitro lançaram o single "Hear the Voices" junto com outra música nova, o lado B "We are Insane".

## Discografia

### Álbuns
- "Omen (The Story Continues...)"  - 1994
- "Phenomenia" - 1996

### Álbuns remix
- 2008: Remixcollection I - 1993-1994
- 2008: Remixcollection II - 1995-1996
- 2008: Remixcollection III - 1996-1998

### Singles
- "Omen III" (1993)
- "Give Me All Your Love" (1994)
- "In the Middle of the Night" (1994)
- "Fire" (1994)
- "The Rhythm Makes You Wanna Dance" (1995)
- "Energy of Light" (1996)
- "World of Freedom" (1996)
- "Break These Chains" (1997)
- "Night of the Raven" (1997)
- "Fly Away (La Serenissima)" (2004)
- "Stigmata (Of Love)" (2008)
- "Hear the Voices" (2014)

#### Singles promocionais
- "Good Times" (1996)
- "Bohemian Rhapsody" (1996)
- "Sacrifice" (1998)
- "Miracles" (1999)
- "Omen III (2008 version)" (2008)